# 鸿雁

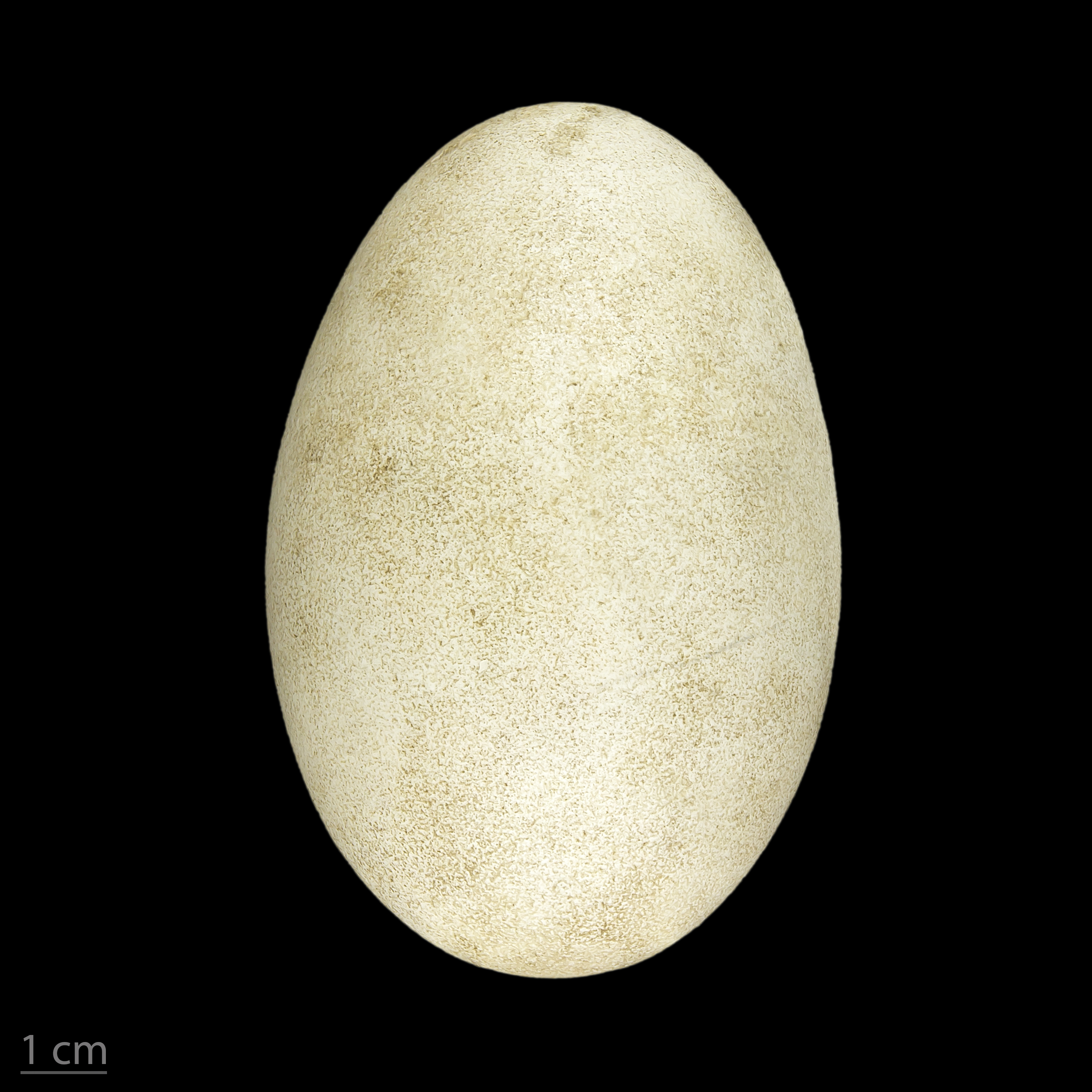
Anser cygnoides

鸿雁（Anser cygnoides），亦名原鹅、大雁、洪雁、冠雁、天鹅式大雁、随鹅、奇鹅、黑嘴雁、沙雁、草雁，是雁屬的一种候鸟。

## 特征
体形较大的雁，体长80~90公分左右，体重2.8~5千公克。颈长。黑且长的嘴与前额成一直线，环绕嘴基的额部有一条很狭窄的棕白色条纹，嘴裂基部有两条棕褐色的鹗纹。喙的根部有肉瘤。上体灰褐但羽缘皮黄。头顶及颈部背侧正中棕褐，前颈白色，与后颈有一道明显界线，这种前白后棕的鲜明对比是鸿雁区别于雁属其他种类的显著特征。本种最长的尾上覆羽纯白，其餘部分与腰同色，尾羽灰褐，先端及边缘白色，初级飞羽外羽片灰褐，内羽片暗褐，羽幹象牙白色，次级飞羽暗褐色。与小白额雁及白额雁区别在于嘴为黑色，额及前颈白色较少。 虹膜褐色；嘴黑色；脚深橘黄。 飞行时作典型雁叫，升调的拖长音。

## 分布
喜欢栖息在旷野、河川、湖泊、沼泽等水生植物丛生的近水环境，有时也活动于山区、平原和海湾等处。
繁殖于西伯利亚南部、库页岛和中国东北的呼伦贝尔、齐齐哈尔，在朝鲜半岛、日本、中国的长江中下游、福建、广东等东南沿海越冬；迁徙时可见于中国新疆北部阿尔泰山、天山和青海的柴达木盆地等地。迷鸟可见于台湾。据研究有近5万只本种鸟类在长江流域的鄱阳湖越冬，为本种全球数量之大部。

## 食物
鸿雁主要食用各种植物，包括各种水生陆生植物，偶尔也食用少量软体动物。

## 繁殖与保护
IUCN濒危等级：易危（生效年代：2008年）

## 濒危因素
作为医药成分被捕猎：中医传统理论认为鸿雁的内脏、肉鲜用，治顽麻风痹。
栖息地破坏：越冬和繁殖环境的丧失和过度狩猎所致。

## 鸿雁与鹅
普遍认为鸿雁是中国家鹅的祖先。

## 延伸阅读
[在维基数据编辑]
 《欽定古今圖書集成·博物彙編·禽蟲典·鴻鴈部》，出自陈梦雷《古今圖書集成》